# Cornelius Schonaeus
Cornelius Schonaeus, né à Gouda en 1540 et mort à Haarlem le 23 novembre 1611, est un enseignant, un latiniste et un dramaturge néerlandais.

## Biographie
Né à Gouda, il étudie à l'université de Louvain. Vers 1569, il devient professeur (ludi magister) à l'école latine de Haarlem, puis en 1572, recteur de l'école latine de La Haye. En 1574, il retourne à Haarlem pour devenir recteur en tant que successeur de Cornelis Jacobs Ketel.
Il reste catholique bien que le calvinisme devienne la religion officielle des Pays-Bas.

## Œuvres
Considérant que les auteurs classiques ne conviennent pas à la jeunesse, il écrit à but pédagogique diverses comédies en latin, dont Tobaeus (d'après le livre de Tobie), Nehemias (d'après le livre de Néhémie), Saulus Conversus (sur la conversion de Saül), Naaman (d'après le deuxième livre des Rois), Joseph, ou Susanna (d'après le livre de Daniel). Son style, imité de Térence, lui vaut le surnom de Terentius christianus (Térence chrétien), nom sous lequel ses œuvres seront d'ailleurs publiées.
On a aussi de lui quelques farces, dont Cunae (« le Berceau »), Vitulus (« le Veau ») ou Dyscoli, et des poèmes latins.
Ses œuvres seront réimprimées jusqu'à la fin du XVIIIe siècle.